# Clásica de Almería 2020
La 33.ª edición de la clásica ciclista Clásica de Almería fue una carrera en España que se celebró el 16 de febrero de 2020 sobre un recorrido de 187,6 kilómetros con inicio en la ciudad de Almería y final en el municipio de Roquetas de Mar.
La carrera formó parte del UCI ProSeries 2020, calendario ciclístico mundial de segunda división, dentro de la categoría UCI 1.Pro y fue ganada por el alemán Pascal Ackermann del Bora-Hansgrohe. Completaron el podio, como segundo y tercer clasificado respectivamente, el noruego Alexander Kristoff del UAE Emirates y el italiano Elia Viviani del Cofidis, Solutions Crédits.

## Equipos participantes
Tomaron parte en la carrera 20 equipos: 8 de categoría UCI WorldTeam invitados por la organización, 10 de categoría UCI ProTeam y 2 de categoría Continental. Formaron así un pelotón de 138 ciclistas de los que acabaron 120. Los equipos participantes fueron:
| WorldTeams (8)- AG2R La Mondiale - Astana - Bora-Hansgrohe - Israel Start-Up Nation - Movistar Team - UAE Team Emirates - Cofidis - Mitchelton-Scott ProTeams (9)- Arkéa-Samsic - Sport Vlaanderen-Baloise - Circus-Wanty Gobert - Burgos-BH - B&B Hotels-Vital Concept p/b KTM - Caja Rural-Seguros RGA - Gazprom-RusVelo - Riwal Readynez - Bingoal-Wallonie Bruxelles Equipos continentales (2)- Equipo Kern Pharma - Kometa-Xstra |
| |

## Clasificación final
- Las clasificaciones finalizaron de la siguiente forma:[3]

| \| Clasificación general \| Clasificación general \| Clasificación general \| Clasificación general \| Clasificación general \| \| Ciclista \| Ciclista \| Equipo \| Tiempo \| \| \| --------------------- \| --------------------- \| -------------------------------- \| --------------------- \| --------------------- \| \| 1.º \| Pascal Ackermann \| Bora-Hansgrohe \| 4 h 24 min 04 s \| \| \| 2.º \| Alexander Kristoff \| UAE Team Emirates \| + 0 s \| \| \| 3.º \| Elia Viviani \| Cofidis \| + 0 s \| \| \| 4.º \| Danny van Poppel \| Circus-Wanty Gobert \| + 0 s \| \| \| 5.º \| Luka Mezgec \| Mitchelton-Scott \| + 0 s \| \| \| 6.º \| Amaury Capiot \| Sport Vlaanderen-Baloise \| + 0 s \| \| \| 7.º \| Clément Venturini \| AG2R La Mondiale \| + 0 s \| \| \| 8.º \| Rudy Barbier \| Israel Start-Up Nation \| + 0 s \| \| \| 9.º \| Juanjo Lobato \| Fundación-Orbea \| + 0 s \| \| \| 10.º \| Thomas Boudat \| Arkéa-Samsic \| + 0 s \| \| \| 11.º \| Edward Planckaert \| Sport Vlaanderen-Baloise \| + 0 s \| \| \| 12.º \| Jürgen Roelandts \| Movistar Team \| + 0 s \| \| \| 13.º \| Enrique Sanz \| Equipo Kern Pharma \| + 0 s \| \| \| 14.º \| Christophe Noppe \| Arkéa-Samsic \| + 0 s \| \| \| 15.º \| Bryan Coquard \| B&B Hotels-Vital Concept p/b KTM \| + 0 s \| \| |                    |                                  |                 |
| |                    |                                  |                 |
| Fuente: ProCyclingStats |                    |                                  |                 |
| Clasificación general |                    |                                  |                 |
| Ciclista | Ciclista           | Equipo                           | Tiempo          |
| 1.º | Pascal Ackermann   | Bora-Hansgrohe                   | 4 h 24 min 04 s |
| 2.º | Alexander Kristoff | UAE Team Emirates                | + 0 s           |
| 3.º | Elia Viviani       | Cofidis                          | + 0 s           |
| 4.º | Danny van Poppel   | Circus-Wanty Gobert              | + 0 s           |
| 5.º | Luka Mezgec        | Mitchelton-Scott                 | + 0 s           |
| 6.º | Amaury Capiot      | Sport Vlaanderen-Baloise         | + 0 s           |
| 7.º | Clément Venturini  | AG2R La Mondiale                 | + 0 s           |
| 8.º | Rudy Barbier       | Israel Start-Up Nation           | + 0 s           |
| 9.º | Juanjo Lobato      | Fundación-Orbea                  | + 0 s           |
| 10.º | Thomas Boudat      | Arkéa-Samsic                     | + 0 s           |
| 11.º | Edward Planckaert  | Sport Vlaanderen-Baloise         | + 0 s           |
| 12.º | Jürgen Roelandts   | Movistar Team                    | + 0 s           |
| 13.º | Enrique Sanz       | Equipo Kern Pharma               | + 0 s           |
| 14.º | Christophe Noppe   | Arkéa-Samsic                     | + 0 s           |
| 15.º | Bryan Coquard      | B&B Hotels-Vital Concept p/b KTM | + 0 s           |

## UCI World Ranking
La Clásica de Almería otorgó puntos para el UCI World Ranking para corredores de los equipos en las categorías UCI WorldTeam, UCI ProTeam y Continental. Las siguientes tablas son el baremo de puntuación y los 10 corredores que obtuvieron más puntos:
| Posición              | 1.º | 2.º | 3.º | 4.º | 5.º | 6.º | 7.º | 8.º | 9.º | 10.º | 11.º | 12.º | 13.º | 14.º | 15.º | 16.º-30.º | 31.º-40.º |
| Clasificación general | 200 | 150 | 125 | 100 | 85  | 70  | 60  | 50  | 40  | 35   | 30   | 25   | 20   | 15   | 10   | 5         | 3         |

| Clasificación |                    |                            |         |
| Posición      | Ciclista           | Equipo                     | General |
| ------------- | ------------------ | -------------------------- | ------- |
| 1.º           | Pascal Ackermann   | Bora-Hansgrohe             | 200     |
| 2.º           | Alexander Kristoff | UAE Emirates               | 150     |
| 3.º           | Elia Viviani       | Cofidis, Solutions Crédits | 125     |
| 4.º           | Danny van Poppel   | Circus-Wanty Gobert        | 100     |
| 5.º           | Luka Mezgec        | Mitchelton-Scott           | 85      |
| 6.º           | Amaury Capiot      | Sport Vlaanderen-Baloise   | 70      |
| 7.º           | Clément Venturini  | AG2R La Mondiale           | 60      |
| 8.º           | Rudy Barbier       | Israel Start-Up Nation     | 50      |
| 9.º           | Juan José Lobato   | Fundación-Orbea            | 40      |
| 10.º          | Thomas Boudat      | Arkéa Samsic               | 35      |